# پیترو بیانکی (وزنه‌بردار)
پیترو بیانکی (ایتالیایی: Pietro Bianchi; ۱۴ مارس ۱۸۹۵ – ۲۱ مهٔ ۱۹۶۲) وزنه‌بردار اهل ایتالیا بود.